# Sergio Pescara
Sergio Pescara (Milano, 21 aprile 1960) è un batterista italiano.

## Biografia
Figlio del trombettista Benny Pescara, si avvicina alla musica all'età di 8 anni. A 13 anni comincia a prendere lezioni di batteria jazz al Capolinea di Milano col maestro Enrico Lucchini. Gli studi proseguono al conservatorio Giuseppe Verdi di Milano, ma dopo 3 anni decide di abbandonare lo studio delle percussioni classiche per dedicarsi esclusivamente alla batteria.
Ispirato da batteristi del periodo anni '70 quali Billy Cobham, John Bonham, Ian Paice, Buddy Rich e da gruppi quali Weather Report, Led Zeppelin, Mahavisnu Orchestra, Jeff Beck, Area a 18 anni viene chiamato per le prime occupazioni professionali che lo vedono partecipare in tournée, ed in album al servizio di artisti come Alberto Camerini (tra il 1979 e il 1983), Goran Kuzminac (nel 1980), Amanda Lear (nel 1982), Ricky Gianco e Gianfranco Manfredi (1984), Gruppo Italiano (1984), Fabio Treves (1985), Righeira (1986), Roberto Vecchioni (dal 1987 al 1989), Eugenio Finardi (dal 1989 al 1991).
A questo intenso periodo di esperienze segue una pausa, tra il 1993 e il 1996, durante la quale Pescara si indirizza verso uno stile più personale e fonda, con Maurizio Gianni (chitarra), Pino Scagliarini (tastiere) e Mario Belluscio (basso), il gruppo dei Sine causa, progetto di musica rock strumentale con il quale pubblica l'album omonimo nel 1996; 3 anni dopo viene registrato Antinomia.
Dal 1996 in poi sono continuate le collaborazioni con altri artisti, fra cui Gianluca Grignani, Premiata Forneria Marconi, l'orchestra televisiva di Matricole e Meteore, La Drummeria, Ricky Portera, Dolcenera, Exilia, Kiko Loureiro,  X-Factor tour 2009, Monica Guerritore & Giovanni Nuti,  Lenny Zakatek , Paul Gilbert , The Spirit of Woodstock Germany Tour 2019-2020.
Nel 2004 Insieme a Davide Scagno e Stefano Profeta nascono i Triosphera con i quali registra l'album omonimo.
Dal 2002 al 2008 insieme al bassista Gianni Cicogna ha collaborato con il chitarrista Ricky Portera.
Nel 2009 in collaborazione con il bassista Gianni Cicogna e con il nome Groovydo ha pubblicato il suo primo lavoro discografico, intitolato appunto Groovydo (drum & bass e rock strumentale).
Nel 2012 i Groovydo collaborano negli spettacoli live con l'artista dell'impossibile Andrew Basso .
Nel 2013 sono state ultimate le registrazioni del secondo album dei Groovydo prodotto da Patrick Caccia e Thomas Fletcher; nell'album intitolato  Strange Party 6026 e pubblicato nel gennaio 2015 per la Atomix Entertainment neonata etichetta della Legend Group Records hanno suonato vari ospiti tra cui: Billy Sheehan, Derek Sherinian, Kiko Loureiro, Steve Weingart e The Atomix.
Nel maggio 2014 ha partecipato alle registrazioni del primo album del chitarrista genovese Michele Cusato.                                                                                                Nel 2015 è stato pubblicato l'album "Better Days"  del chitarrista Osvaldo Di Dio dove Sergio ha partecipato alle registrazioni insieme al bassista Massimo Ciaccio.
Nel 2019 sono terminati i mixaggi del terzo album dei GROOVYDO  (colonna sonora dello spettacolo di magia dell'"artista dell'impossibile" escapologo ed illusionista Andrew Basso) il nuovo album (autoprodotto) sarà pubblicato nel 2019.
Per quanto riguarda l'attività didattica, ha insegnato presso il Centro Professione Musica di Milano dal 1985 al 2002; dal 2004 al 2015 ha collaborato con il " Nel Centro della Musica" di Cusano Milanino. dal settembre 2020  con Accademia Musica Moderna di Milano.

## Discografia

### Con i Sine causa
- 1996 - Sine Causa (ITW)
- 1999 - Antinomia (Nikto Carisch)

### Con i Triosphera
- 2004 - Triosphera (Fandango)

### Con i Groovydo (duo con Gianni Cicogna)
- 2009 - Groovydo (Videoradio/Rai trade)
- 2014 - Strange Party 6026 (Atomix Entertainment)
- 2019 - The Escape (autoproduzione)